# 五溪蛮
五谿蛮，亦称武陵蛮，指东汉、三国、南北朝时期沅江流域的土著民族。“五谿”指沅江的五条支流，“武陵”指当地位于武陵郡境内。

## 历史记载
《后汉书·南蛮传》：“光武中兴，武陵蛮夷特盛。建武二十三年，精夫相单程等据其险隘，大寇郡县。”
《南史·夷貊传下》：“居武陵者有雄溪、樠溪、辰溪、酉溪、武溪，谓之五溪蛮。”
东汉建安二十四年（219年），武陵属于东吴的管辖，当地蛮夷多次聚众叛乱，攻打附近的城池。孙权派黄盖担任武陵太守。不久，蛮夷再次叛乱，当时守军仅五百余人，黄盖故意大开城门，引蛮兵入城，等蛮兵进到一半的时候，立即发动攻击，斩杀数百人，剩余蛮兵四散逃窜。并收复之前被占领的失地，斩杀其领袖，其余投降的一概释放。仅仅用了一个季度的时间，剿平当地蛮夷的叛乱。
蜀汉章武元年（221年），刘备以为关羽报仇的名义，发兵讨伐东吴。孙派遣使者前来请和，刘备不许，吴将陆逊等屯兵秭归，被蜀将吴班击破。刘备军占据秭归，派遣马良招纳安抚武陵一带的五溪蛮各部，各部首领们都接受蜀汉的印信封号，相继响应刘备。。”
章武二年六月，东吴都督陆逊在夷陵之战中用火攻连破蜀军四十余座营寨，张南、冯习、傅肜、五谿蛮王沙摩柯等战死，杜路、刘宁等卸甲投降。。

## 历任君主
- 沙摩柯